# Vernay
Vernay é uma comuna francesa na região administrativa de Auvérnia-Ródano-Alpes, no departamento de Ródano. Estende-se por uma área de 5,59 km². Em 2010 a comuna tinha 105 habitantes (densidade: 18,8 hab./km²).